# Zkušební dráha

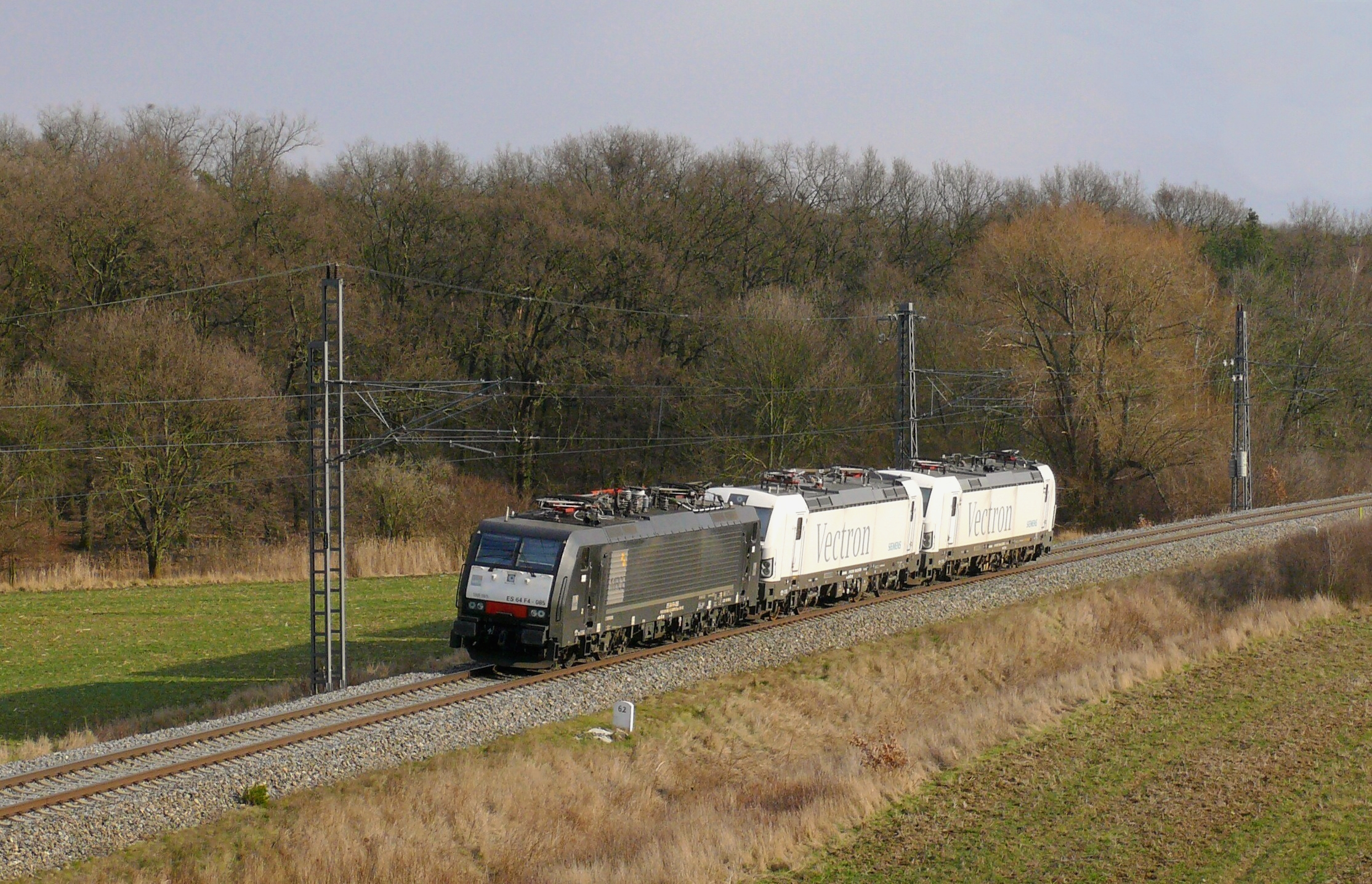
Dieselelektrická verze lokomotivy Siemens Vectron DE jede na Železničním zkušebním okruhu Cerhenice na pomocný naftový motor, další dvě lokomotivy jsou připojeny jako zátěž

Zkušební dráha je v české drážní terminologii s účinností od 1. dubna 2017 jedna z kategorií železničních drah, a to dráha, která slouží zejména k provádění zkušebního provozu drážních vozidel nebo zkoušek pro schválení typu nebo změny typu drážních vozidel a drážní infrastruktury. Kategorie byla do zákona č. 266/1994 Sb., o drahách, zavedena novelizačním zákonem č. 319/2016 Sb., do roku 2017 byl železniční zkušební okruh Cerhenice kategorizován jako vlečka.
Na zkušební dráhy se vztahují stejná obecná právní ustanovení jako na dráhy, resp. železniční dráhy obecně. Ochranné pásmo dráhy je u zkušební dráhy shodné jako u dráhy celostátní vybudované pro rychlost větší než 160 km/h, tj. 100 m od osy krajní koleje, nejméně však 30 m od hranic obvodu dráhy (§ 8 odst. 1 písm. b zákona o dráhách). V rozhodnutí o vydání úředního povolení pro zkušební dráhu drážní správní úřad stanoví podmínky, za jakých lze na této dráze provozovat zkušební provoz drážních vozidel nebo zkoušky pro schválení typu nebo změny typu drážních vozidel a drážní infrastruktury.
První a zatím jedinou českou železniční drahou, které byla do této kategorie zařazena, je železniční zkušební okruh Cerhenice. Nejprve musel vlastník, Výzkumný ústav železniční, požádat o změnu kategorizace dráhy, přičemž žádost musela obsahovat přesný popis kolejiště. Začátkem dubna byla žádost podána Drážnímu úřadu a ten v červnu 2017 vydal rozhodnutí o změně kategorizace dráhy. K provozování dráhy bylo dále nutné vydat ještě úřední povolení. Během jednání Drážní úřad stanovil 9 podmínek pro vydání úředního povolení: vytvoření systému vnitřních předpisů, systému bezpečnosti a o postupech při vzniku mimořádných událostí, podmínek pro zdravotní a odbornou způsobilost osob obsluhujících zkušební dráhu, řídících drážní vozidlo, pro vydávání osvědčení strojvedoucího, měření a prohlídek zkušební dráhy a provoz určených technických zařízení. Provozovatel musí navíc respektovat zásady stanovené zákonem minimálně na úrovni dráhy celostátní. Historicky první úřední povolení v České republice vydané k provozování zkušební dráhy Železniční zkušební okruh Cerhenice platí od 1. prosince 2017.